# Идо-Манди
Идо́-Манди́ (фр. Idaux-Mendy) — коммуна во Франции, находится в регионе Аквитания. Департамент — Атлантические Пиренеи. Входит в состав кантона Монтань-Баск. Округ коммуны — Олорон-Сент-Мари.
Код INSEE коммуны — 64268.

## География

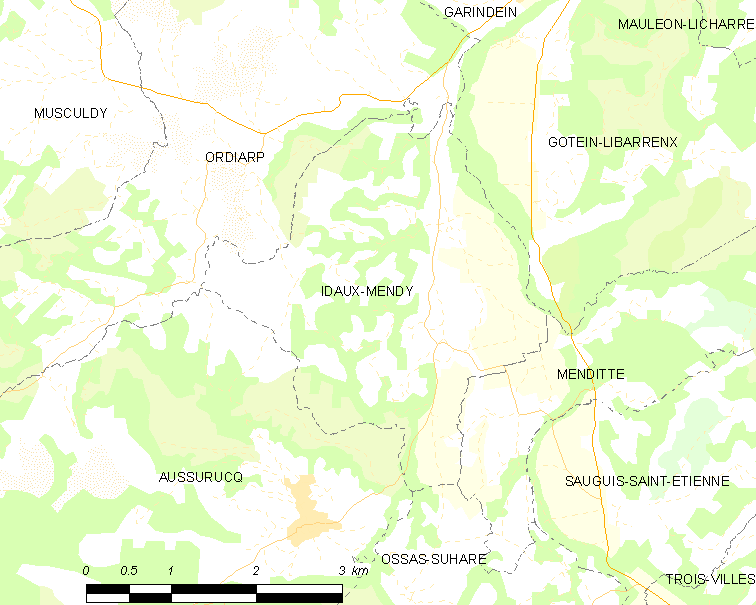
Карта коммуны

Коммуна расположена приблизительно в 680 км к югу от Парижа, в 190 км южнее Бордо, в 50 км к западу от По.
На северо-востоке коммуны протекает река Сезон.

### Климат
Климат тёплый океанический. Зима мягкая, средняя температура января — от +5°С до +13°С, температуры ниже −10 °C бывают редко. Снег выпадает около 15 дней в году с ноября по апрель. Максимальная температура летом порядка 20-30 °C, выше 35 °C бывает очень редко. Количество осадков высокое, порядка 1100 мм в год. Характерна безветренная погода, сильные ветры очень редки.

## Население
Население коммуны на 2010 год составляло 268 человек.
| 1962 | 1968 | 1975 | 1982 | 1990 | 1999 | 2010 |
| ---- | ---- | ---- | ---- | ---- | ---- | ---- |
| 266  | 229  | 237  | 227  | 242  | 263  | 268  |

## Администрация
| Период | Период | Фамилия        | Партия | Примечания |
| ------ | ------ | -------------- | ------ | ---------- |
| 1995   | 2008   | Франсуа Даскон |        |            |
| 2008   | 2014   | Роже Эррамуспе |        |            |
| 2014   | 2020   | Рене Каррик    |        |            |

## Экономика
В 2010 году среди 174 человек трудоспособного возраста (15-64 лет) 128 были экономически активными, 46 — неактивными (показатель активности — 73,6 %, в 1999 году было 68,4 %). Из 128 активных жителей работали 122 человека (64 мужчины и 58 женщин), безработных было 6 (2 мужчин и 4 женщины). Среди 46 неактивных 10 человек были учениками или студентами, 27 — пенсионерами, 9 были неактивными по другим причинам.

## Достопримечательности
- Протоисторическая стоянка Шуакантегья (железный век). Исторический памятник с 1982 года[4]

## Фотогалерея

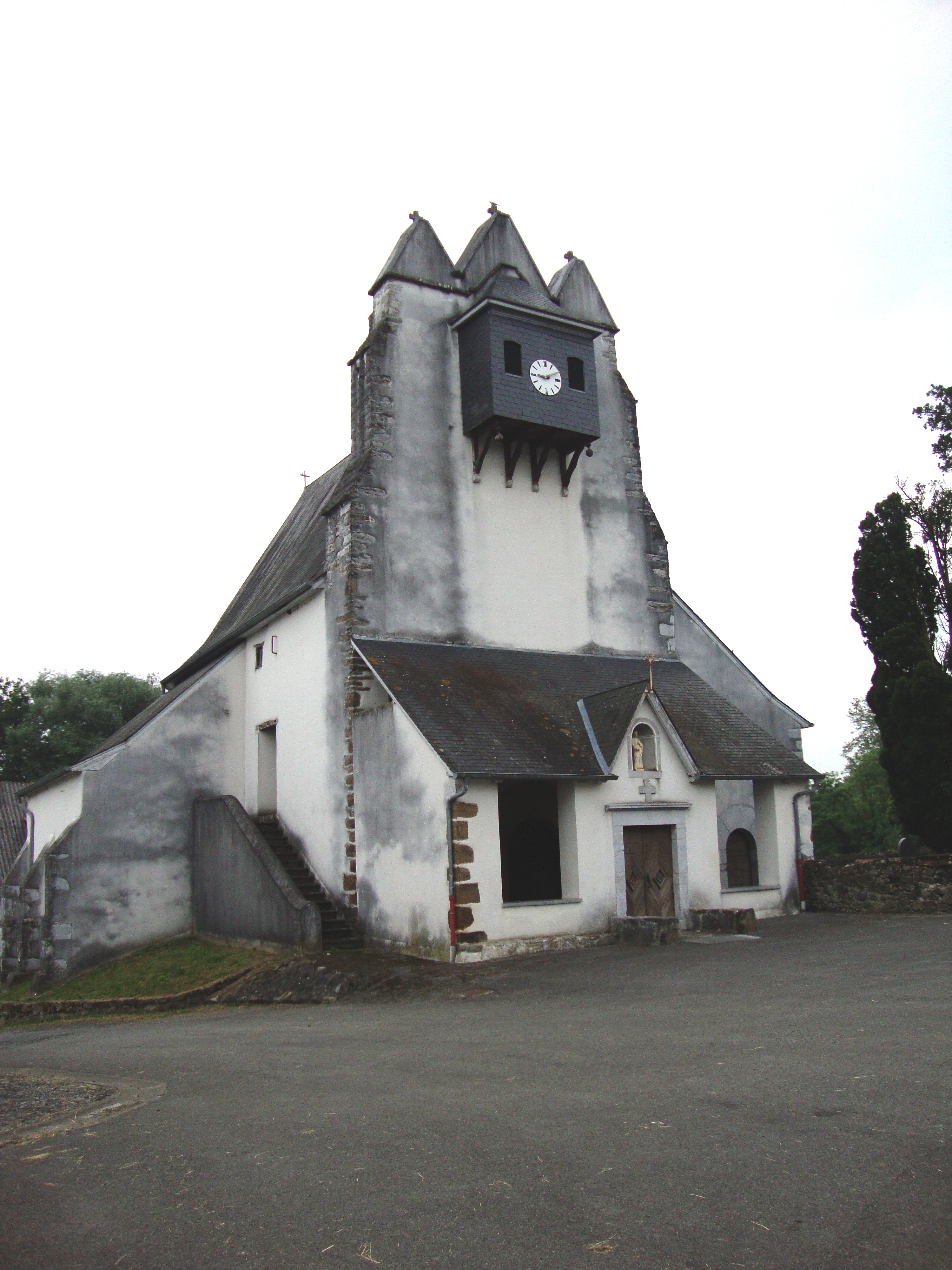
Церковь
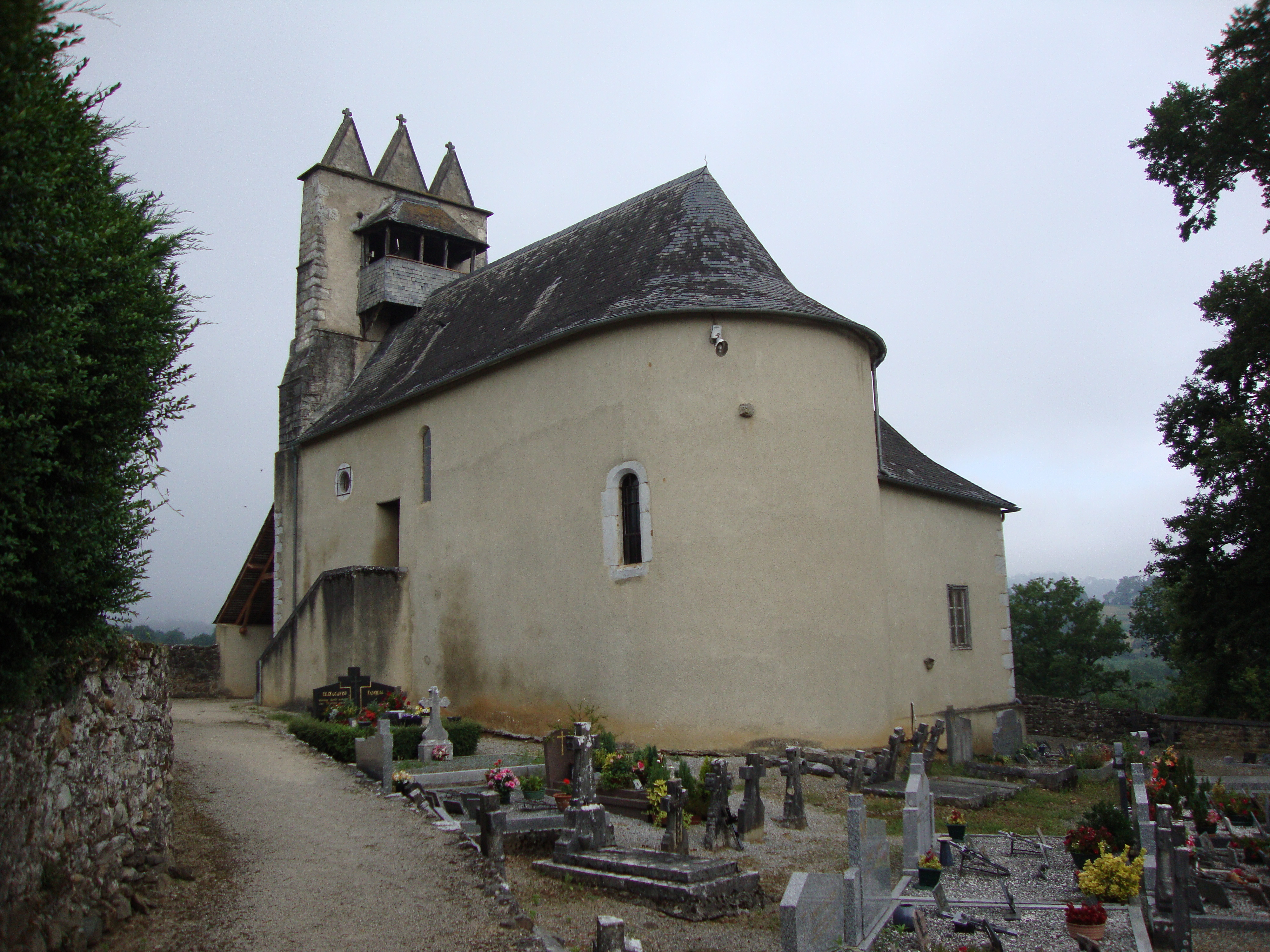
Церковь
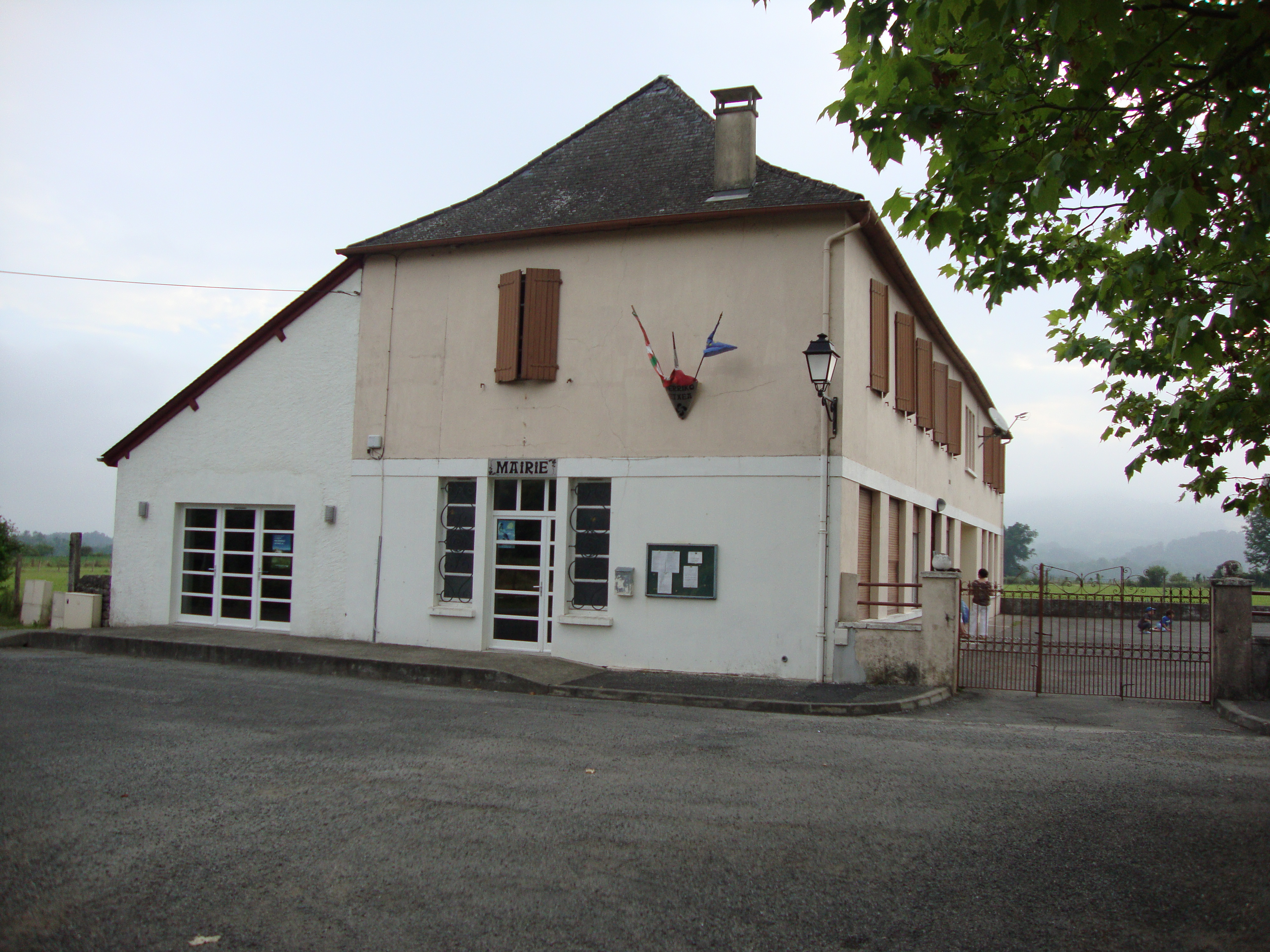
Мэрия и школа
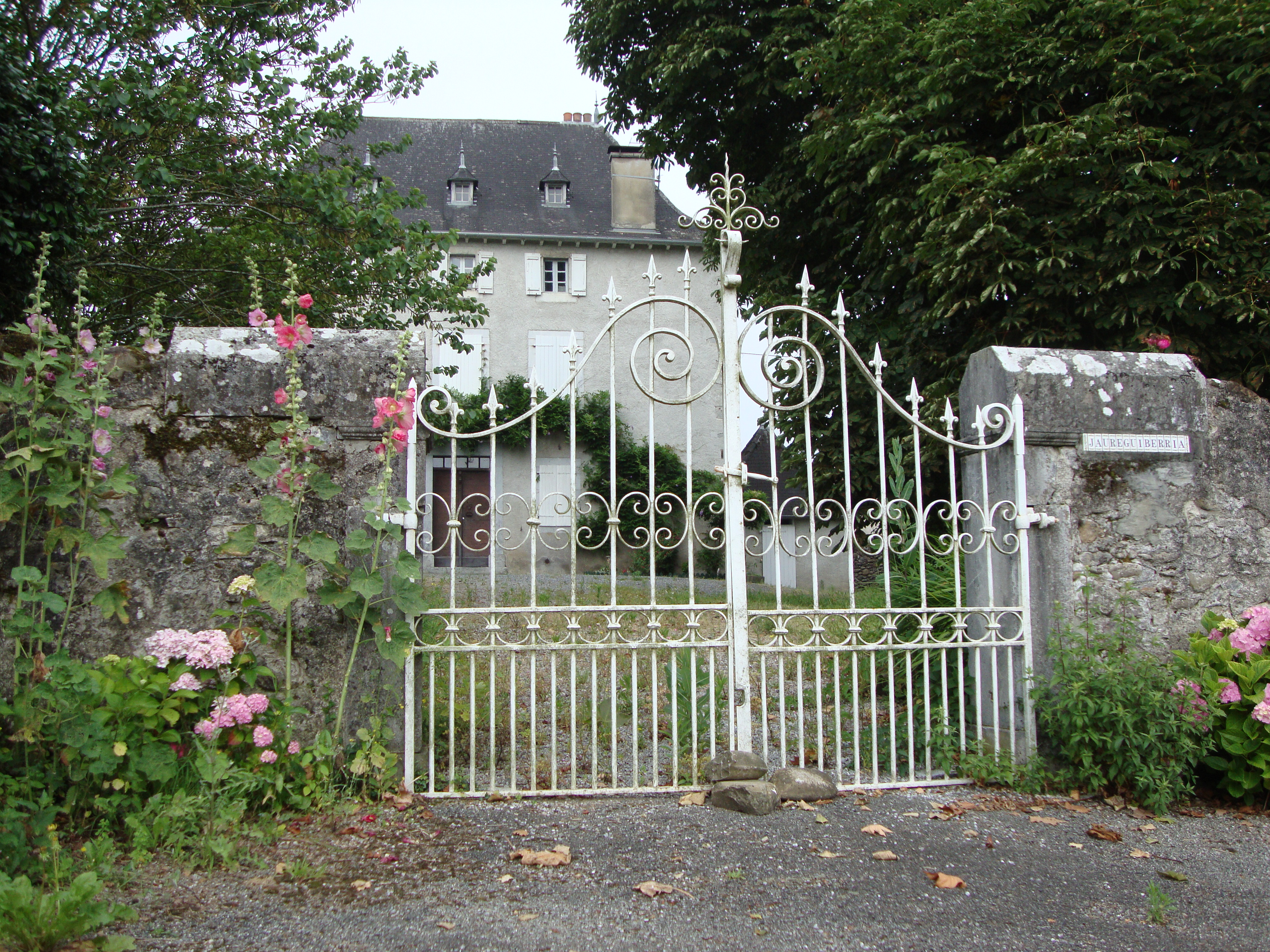
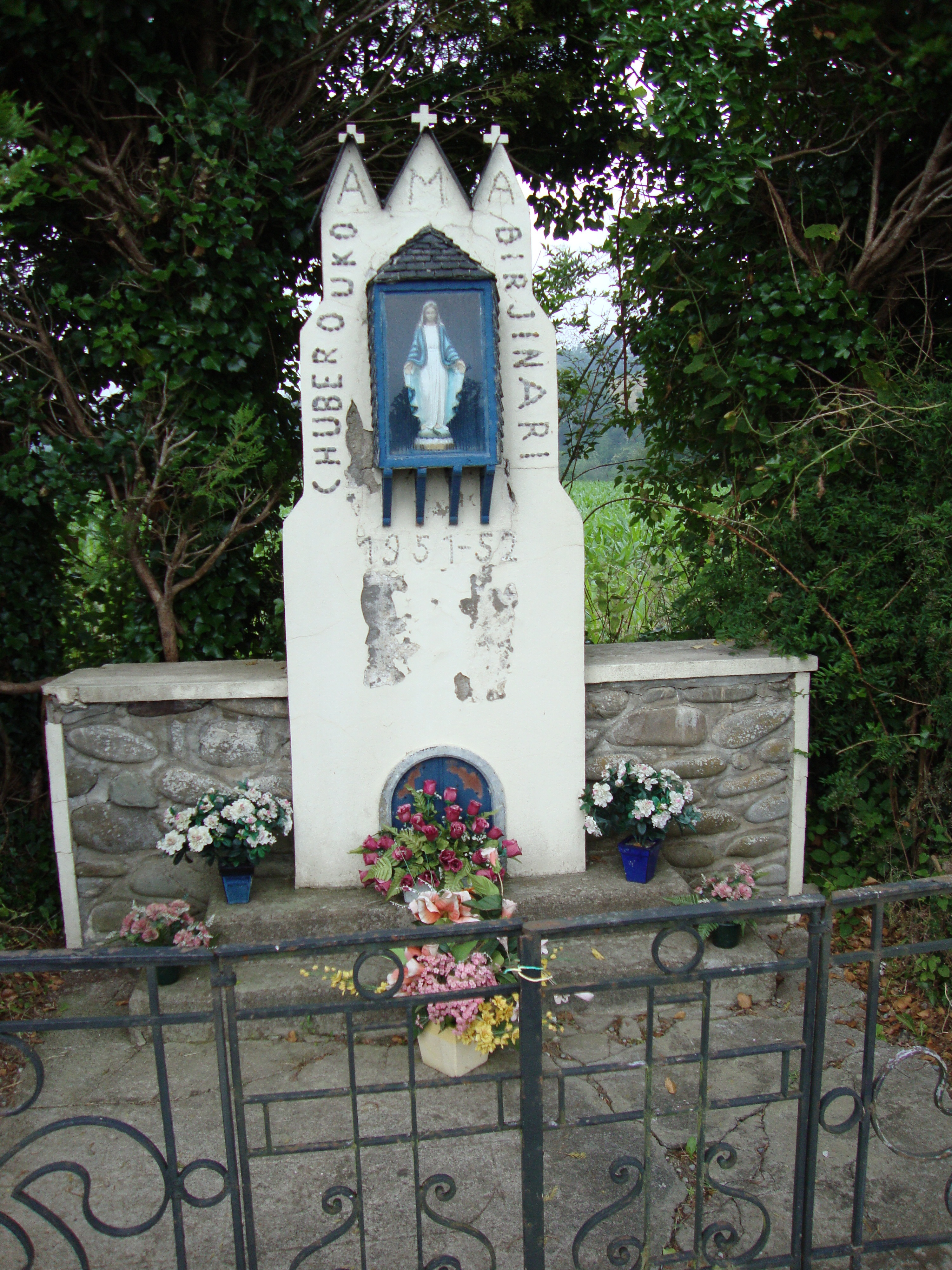
Ораторий
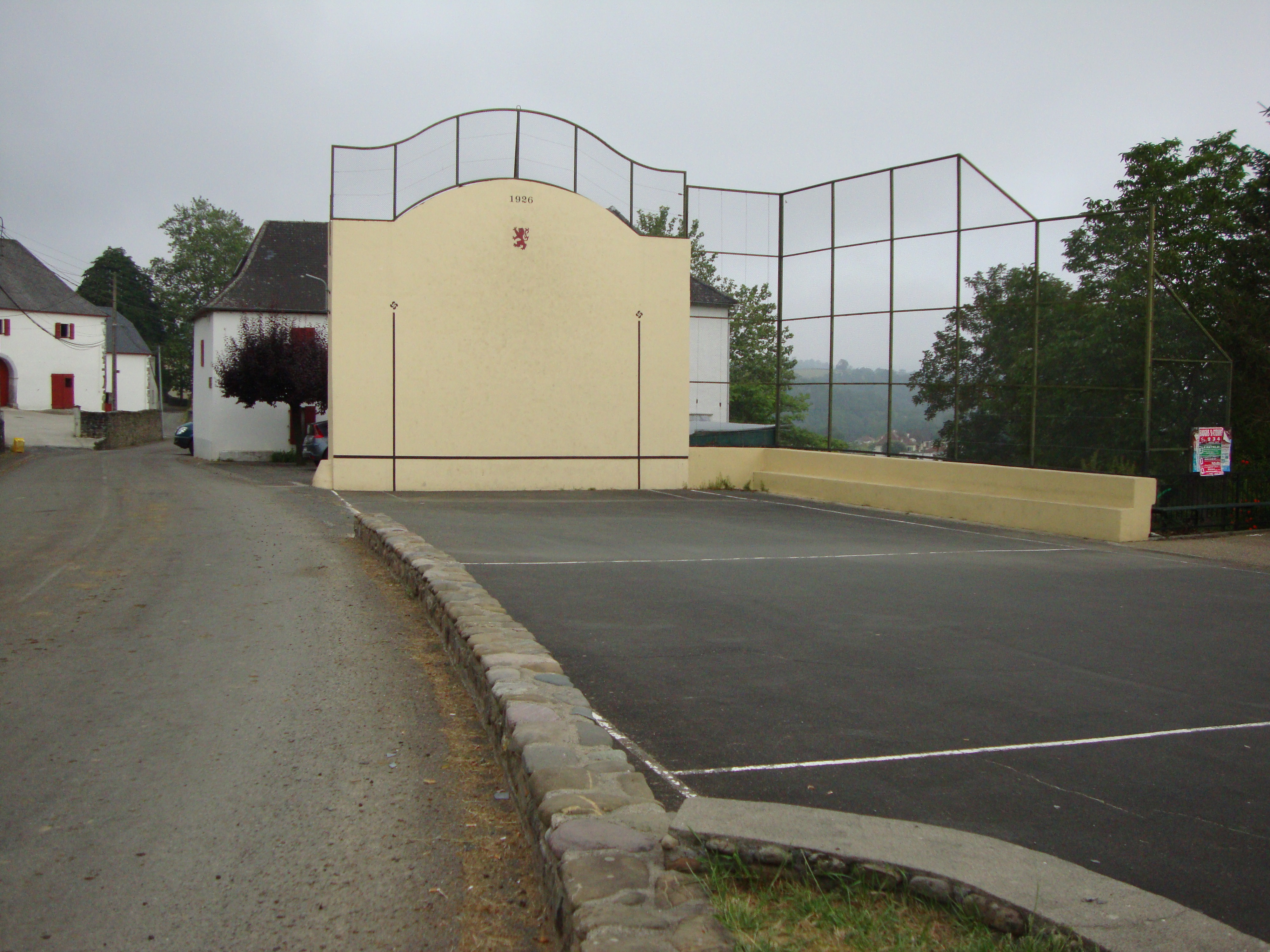
Фронтон (площадка для игры в пелоту)